# Абдрахманова Гульсум
Гульсум Абдрахманова (каз. Гүлсім Әбдірахманова; нар. 12 грудня 1917 — пом. 7 жовтня 1970, Семипалатинськ) — казахська радянська театральна актриса; заслужена артистка Казахської РСР з 1944 року, народна артистка Казахської РСР з 1964 року.

## Біографія
Народилася 12 грудня 1917 року на території сучасного Нуринського району Карагандинської області Казахстану. 1937 року закінчила Алматинський музично-театральний технікум. З того ж року почала працювати у Семипалатинському казахському театрі імені Абая. Член ВКП(б) з 1943 року.
Померла у Семипалатинську 7 жовтня 1970 року.

## Ролі
- Акжунус («Ер-Таргін» Євгена Брусиловського);
- Алтиншаш, Карлига, Енлік, Моржан, Айман, Жузтайлак  («Біла береза», «Каракипчак Кобланди», «Енлік і Кебек», «Каракоз», «Айман — Шолпан», «Нічні оповідання» Мухтара Ауезова);
- Саулі («Саулі» Тахаві Ахтанова);
- Ганна Андріївна, Фекла («Ревізор», «Одруження» Миколи Гоголя);
- Софія («Весілля в Малинівці» Бориса Александрова);
- Клементіна, Олена («Вільний вітер», «Розкинулося море широко» Ісака Дунаєвського).